# Oeonia curvata
Oeonia curvata là một loài thực vật có hoa trong họ Lan. Loài này được Bosser mô tả khoa học đầu tiên năm 2000.